# 오 (지지)
을사(乙巳)년
오(午)는 지지의 일곱째로, 말을 상징한다. 오행에서는 화(火)에 속하며, 음양에서는 양(陽)에 해당한다.

## 속성 및 특징
말띠는 밝고 개방적이며, 실리적인 성격을 가지고 있다. 동시에 양기에 화 속성을 가지고 있어 사람이 많고 떠들썩한 것을 좋아한다. 말의 특성 중 하나는 귀가 크고 사람을 말을 잘 들을 수 있어, 많은 사람들에게 개방적으로 대하며, 정보력이 좋다고도 믿어져왔다. 말은 전쟁에서 큰 공헌을 세우는 동물이기도 하며, 이때문에 말띠인 인물들은 장군으로서의 출세길을 노려볼 수 있다고도 믿어져왔다. 말재간이 좋아 자신의 신변 보호에도 좋다고도 알려져 있으며 말의 기센 성격은 목표가 달성될 때까지 계속하여 하는 성격이 있어 일을 성공적으로 해낼 수 있다고 믿어져왔다. 말은 잘 달리고 정직하며 에너지가 넘치기 때문에, 연예인이나 운동선수가, 한편으로는 사람을 많이 만나는 것을 좋아하는 성격에서 이어져, 상인이나 종교인 등이 되는 것이 권장되는 것으로 믿어져왔다.
그러나 말의 특성 중 하나는 겁이 많다는 것이다. 그때문에 말띠 인물들은 변덕스럽다고도 여겨졌다. 기운이 너무 넘치기 때문에, 말띠 인물은 얼떨결에 시작하는 일을 많아, 작심삼일을 조심하라고도 한다. 기운이 너무 넘쳐서 가정과 환경이 자신을 중심으로 움직이기를 바라, 자칫 잘못하면 이기적으로도 변할 수 있다. 성격이 급하고 감정기복이 심하다는 단점도 있다. 어느 한 면에서는 탐욕스럽기도 하지만 베풀기를 잘해서 다른 사람들과 원만한 관계를 이루기도 할 수 있다.
말의 울음소리는 힘차기 때문에, 또 다른 힘찬 소리인 호랑이의 울음소리나 개의 울음소리를 함하면 더욱 강력해진다고 믿어 말띠는 범띠, 개띠와 좋은 궁합을 이룬다고도 알려져 있다.
중국의 '위대한 경주' 설화에서는 말은 가장 정직하게 달린 동물 중 하나이기도 하다. 그러나 먼 길을 돌아오고 말 편자를 갈고 오느라 늦어, 7번째로 도착했다는 전개도 존재한다. 혹은 뱀이 용을 대상으로 속임수를  것이 아니라 말을 대상으로 속임수를 썼다는 판본에서, 강을 건널 수 없는 뱀은 말을 놀래켜 넘어지게 해 6등으로 들어왔고, 말이 화가 나 열심히 달렸지만 7등으로 들어와버렸다는 전개가 있다. 이때문에 말은 뱀과 사이가 안 좋아졌다고도 전해진다.
다음은 점술에서 말띠와 조화, 무난, 상충하는 띠이다.
- 조화: 범, 양, 개, 돼지
- 무난: 용, 원숭이, 닭
- 상충: 쥐, 소, 토끼, 뱀, 말

## 오를 포함한 간지
- 경오
- 임오
- 갑오
- 병오
- 무오

## 같이 보기
- 중국 점성술
- 춘절
- 말 (동물)
- 병오